# Тичча-гала
Тичча-гала  — (чеч.Тичча-гӀала) жилая башня в горном Итум-Калинском районе Чеченской Республики, памятник средневекового зодчества.

## География
Монументальное сооружение расположено над башенным комплексом Шулкаг, на вершине горы в местечке, называемой Тич-гу (чечен. Тичча-дукъ). К северо-западу от цитадели размещен склеповый некрополь.

## Описание
Жилая башня Тичча-гала выглядит как квадратное продолговатое сооружение, направлено с запада на восток с видимым уклонением к югу. Южная и северная стены располагают у основания по 8,50 м, западная и восточная — по 7,70 м. Сохранились они на высоту до 7,50 м, ввысь суживаются: толстые стены до 8,20 м, узкие — до 7,30 м. Дверь в постройку находится с южной стороны. Входной проем (2X1,40 м) с округлой аркой, выбитой в монолите, ведет на первый этаж. На боковом камне ниши есть петроглиф — квадрат с диагоналями выше и левее виден крупный проем (2X1,40 м), возможно, вторая дверь, которая ведет на второй этаж, а вправо — маленькое окно с округленной аркой в монолите. Вблизи верхнего входного проема есть бойница. Восточная ограниченная стена оснащенная малым оконцем (0,50X0,40 м), довершенным аркой в монолите. Рисунок выбитый на камне на высоте пяти метров от земли. Северная и западная стены глухие. Сооружение возведено из больших камней на глинисто-известковом растворе с примесью сланца. Основания у башни нет, она построена на скале чёрного плотного сланца. Западная стена башни нависает над скалой. Башня, имела три этажа. В центре её сохранилась высокая четырёхугольная опорная колонна, а по стенам — выступы, предназначались для опоры межэтажных перекрытий. Северная и южная стены имеют пилястры (на камне северного пилястра нарисована левая ладонь — «рука мастера»). Оконные и дверные проемы с внутренней стороны раздаются. Рядом расположены руины башен Тал-кали Т1алкхелли — «Звездное поселение».